# Erzbischöfliche Diözesan- und Dombibliothek Köln
Die Erzbischöfliche Diözesan- und Dombibliothek Köln mit Bibliothek St. Albertus Magnus ist die zentrale Bibliothek des Erzbistums Köln und eine der ältesten und größten theologischen Spezialbibliotheken im deutschsprachigen Raum. Ihre Ursprünge reichen bis zum 6./7. Jahrhundert zurück. Die Bibliothek ist Mitglied des Bibliotheksverbundes Kölner Bibliotheken. Seit dem 1. Juni 2016 ist Marcus Stark in der Nachfolge von Heinz Finger Direktor der Bibliothek.

## Geschichte

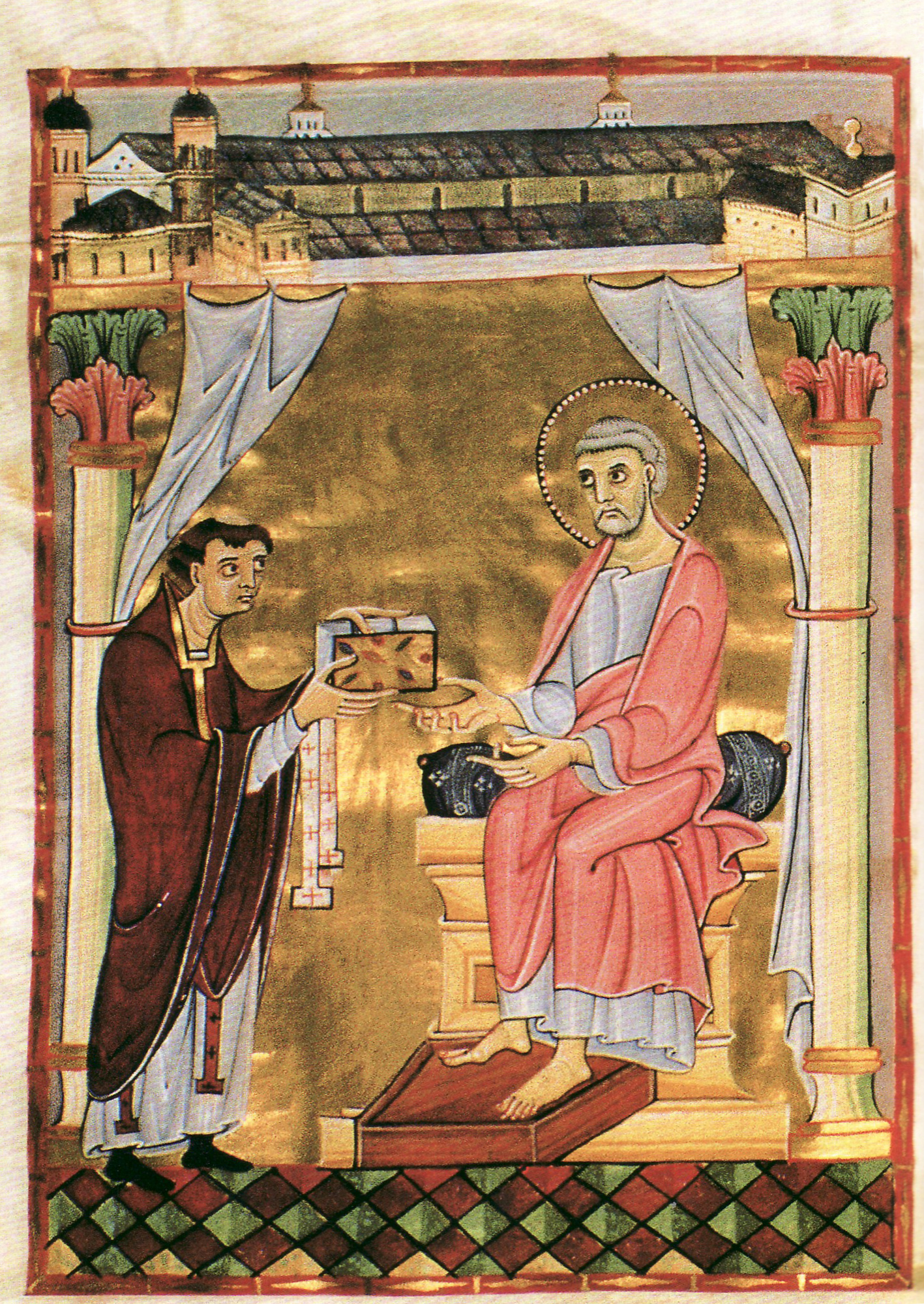
Zahlreiche Domherren stifteten Handschriften, so im 11. Jahrhundert der Domkapitular Hillinus das heute nach ihm benannte Evangeliar.

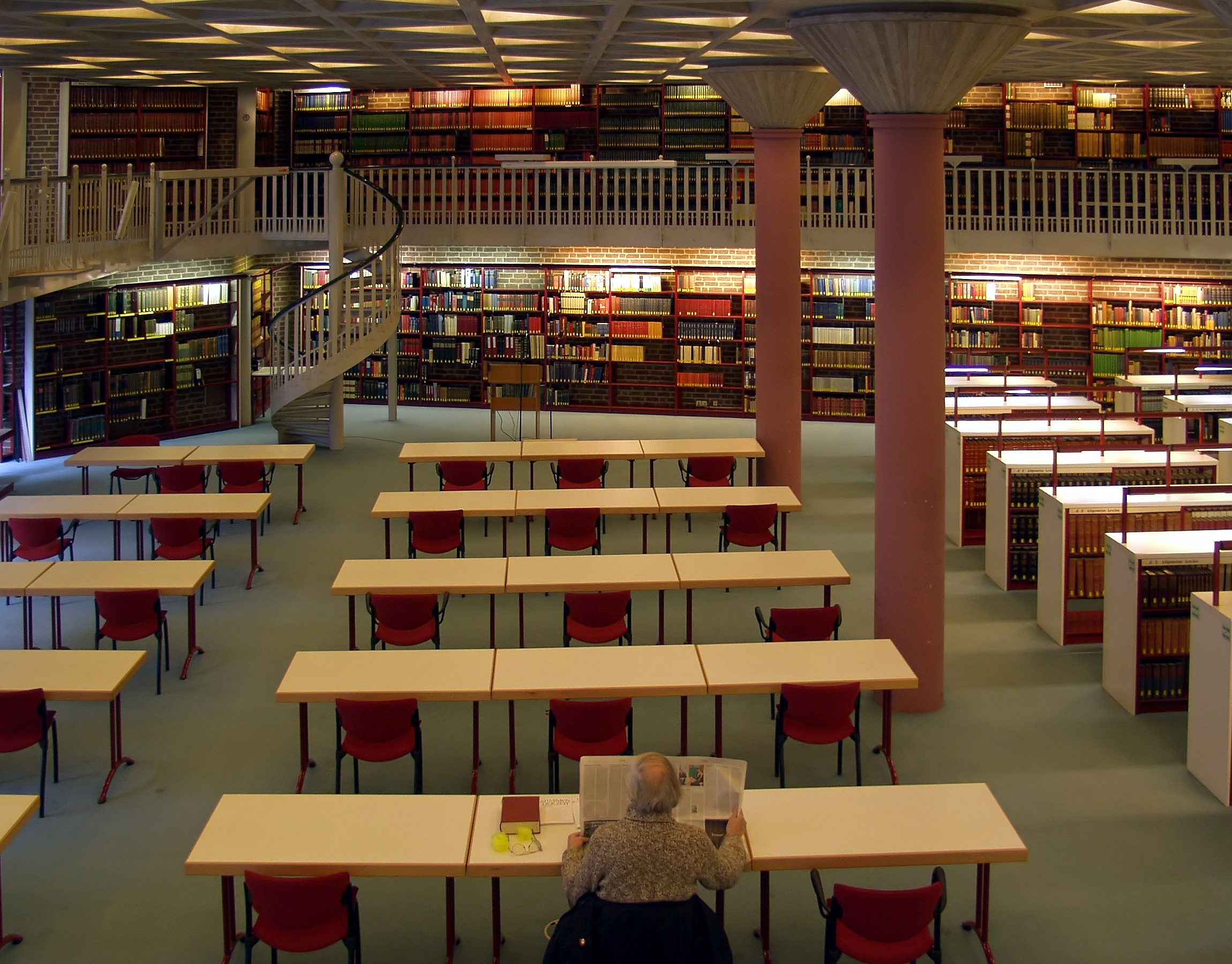
Lesesaal der Erzbischöflichen Diözesan- und Dombibliothek (2009)

### Dombibliothek
Die Erzbischöfliche Diözesan- und Dombibliothek geht ursprünglich auf die Handschriftensammlung von Erzbischof Hildebald († 818) zurück. Der älteste Katalog stammt aus dem Jahre 833 und verzeichnet 175 Bücher, von denen heute noch 35 vorhanden sind – ein bedeutender Kirchenschatz. Das älteste Buch der Dombibliothek stammt aus dem Jahre 590/604. In 12 in Köln erhaltenen Handschriften erscheint Erzbischof Hildebald in dem Besitz- und Herstellungsvermerk Codex sub Pio Patre Hildebaldo scriptus.
Die Kölner Dombibliothek war Bibliothek der Bischofskirche und der Domherren und wird unter allen erhaltenen Kathedralbibliotheken für die bedeutendste gehalten. Im Mittelalter wurde das Domkapitel alleiniger Träger der Bibliothek. Zahlreiche Domherren stifteten Handschriften, so im 11. Jahrhundert der Domkapitular Hillinus das heute nach ihm benannte Hillinus-Evangeliar mit dem Bild des Alten Doms. 1794 wurden 200 der kostbarsten Handschriften vor der französischen Revolutionsarmee gerettet und zusammen mit dem Dreikönigsschrein nach Arnsberg gebracht. Andere Teile der Bibliothek fanden an verschiedenen Orten Zuflucht. Erst 1867 erhielt das Domkapitel seine Bibliothek vom preußischen Staat zurück.

### Diözesanbibliothek
Die Erzbischöfliche Diözesanbibliothek entstand aus der Bibliothek des 1615 gegründeten alten Kölner Priesterseminars. Nach dessen Schließung gingen die Bestände großenteils verloren, und nur ein Rest verblieb der Diözesanbibliothek, die 1738 neugegründet wurde. Grundlage war die Büchersammlung des Stifters, des kurkölnischen Amtmanns Johann Jakob von Broich, die dieser aus der Hinterlassenschaft des Abbé Jean-Paul Bignon erworben hatte, des Sekretärs und Bibliothekars Ludwigs XIV.
Zu den Handschriften der Diözesanbibliothek gehörten überwiegend spätmittelalterliche Manuskripte, aber auch hochmittelalterliche Werke wie ein Evangeliar des 11. Jahrhunderts des Stiftes Mariengraden. Auffallend ist der Reichtum an kunsthistorisch bedeutenden Chorbüchern, wie das „Valkenburg-Graduale“. Die Bibliothek wuchs danach vorwiegend durch Schenkungen, Hinterlassenschaften oder die Aufnahme aufgelöster Pfarrbibliotheken. So enthielt die Diözesanbibliothek vorwiegend theologische Literatur aller Zeiten und aller Richtungen, historische und politische Quellenwerke des 18. und 19. Jahrhunderts und daneben auch die übrigen Geisteswissenschaften. 1835 kam die mit 14.000 Bänden beeindruckende Sammlung des Kölner Erzbischofs August Ferdinand Graf Spiegel dazu. Sie umfasst sämtliche Wissenschaftsgebiete und steht heute in ihrer geschlossenen Ordnung im Maternushaus.

### Erzbischöfliche Diözesan- und Dombibliothek
Seit 1930 sind die Diözesanbibliothek und die Dombibliothek organisatorisch miteinander vereinigt. Die Dombibliothek wurde als Dauerleihgabe des Kölner Domkapitels in die Diözesanbibliothek integriert. Seitdem lautet der offizielle Name der Bibliothek Erzbischöfliche Diözesan- und Dombibliothek. Das barocke Bibliotheksgebäude in der Marzellenstraße wurde gegen Ende des Zweiten Weltkriegs vollständig zerstört, die Bestände waren jedoch rechtzeitig ausgelagert worden. 1957 wurden sie in einem neuen Gebäude in der Gereonstraße wieder zusammengeführt. 1983 konnten dann großzügige Räumlichkeiten im Maternushaus bezogen werden.
Die Erzbischöfliche Diözesan- und Dombibliothek Köln ist heute eine der größten theologischen Spezialbibliotheken im deutschsprachigen Raum mit einem Bestand von derzeit 400.000 Bänden, 800 Handschriften und 430 Inkunabeln sowie 1.500 laufenden Zeitschriften. Der fachliche Schwerpunkt des Buchbestandes liegt auf den Gebieten Katholischer Theologie, Religionspädagogik, Philosophie sowie Rheinische Kirchengeschichte und Kunstgeschichte.
Alle zwei Jahre richtet die Bibliothek ein interdisziplinäres Symposion zur Erforschung ihrer mittelalterlichen Bestände aus.

## Codices Electronici Ecclesiae Coloniensis
Im September 2000 wurde durch die Diözesanbibliothek und die Professur für historisch-kulturwissenschaftliche Informationsverarbeitung der Universität zu Köln im Rahmen des von der Deutschen Forschungsgemeinschaft Projektes Codices Electronici Ecclesiae Coloniensis CEEC die Erstellung einer „Digitalen Handschriftenbibliothek Köln“ in Angriff genommen.
Im Rahmen des CEEC-Projektes wurden die mittelalterlichen Kodizes der Erzbischöflichen Diözesan- und Dombibliothek Köln digitalisiert. Damit war die Diözesan- und Dombibliothek weltweit die erste Bibliothek, die ihre mittelalterlichen Handschriftenbestände vollständig digitalisiert und als „digitale Bibliothek“ der Öffentlichkeit zugänglich gemacht hat. Der gesamte mittelalterliche Handschriftenbestand mit 394 Codices (140.231 Seiten) wurde hochwertig digitalisiert und in ein Erschließungssystem eingebettet. Auch Sekundärliteratur wurde wenn möglich digital eingebunden.

## Herausgegebene Reihen
- Libelli Rhenani. Schriften der Erzbischöflichen Diözesan- und Dombibliothek zur rheinischen Kirchen- und Landesgeschichte sowie zur Buch- und Bibliotheksgeschichte. ISSN 1861-7271.